# Athalie
Cet article concerne le personnage biblique. Pour la tragédie de Racine, voir Athalie (Racine). Pour les autres significations, voir Athalia (homonymie).
Pour les articles ayant des titres homophones, voir Athalie (homonymie) et Athalia (homonymie).
Athalie (en hébreu עֲתַלְיָה (ʿAthalyāh), en grec Γοθολία (Gotholia), en latin Athalia) est un personnage des deuxième livre des Rois et deuxième livre des Chroniques, qui font partie de la Bible. Elle est selon les interprétations fille ou petite-fille d'Omri, roi d'Israël. Elle épouse Joram, roi de Juda, puis devient reine de Juda durant six ans, au milieu du IXe siècle av. J.-C. La Bible la présente comme une usurpatrice idolâtre.

## Biographie
Princesse du royaume d'Israël, de la dynastie omride, Athalie apparaît dans la Bible lors de son mariage avec Joram, roi de Juda. Ce mariage, qui eut lieu durant les règnes de Josaphat en Juda et d'Achab en Israël, scella entre les deux royaumes une alliance qui durera jusqu'à la chute de la maison d'Omri en Israël et la mort d'Ochozias, roi de Juda et fils d'Athalie. Lors des règnes de son mari, puis de son fils, elle eut une certaine influence sur ces rois. Dans le domaine religieux, en particulier, son influence et, par elle, celle des omrides, permit la promotion en Juda des cultes païens (à Baal) au détriment du culte yahviste. Selon le Chroniste, c'est cette déviation religieuse qui fut la cause des malheurs survenus lors du règne de Joram sur Juda. Athalie était très probablement elle-même une adepte de Baal.
Son fils Ochozias, roi de Juda, ayant été mortellement blessé (ou assassiné) lors de la prise de pouvoir de Jéhu en Israël, Athalie « fit périr toute la race royale de la maison de Juda », prit le pouvoir en Juda, et l'exerça pendant six ans,.
Mais grâce à Josheba, fille de Joram, sœur d'Ochozias et épouse du prêtre Joïada (ou Joad), un des fils d'Ochozias, Joas, fut sauvé du massacre perpétré sur ordre d'Athalie. Josheba et Joïada le cachèrent dans le temple de Salomon durant tout le règne d'Athalie. Puis, lorsque Joas fut âgé de sept ans, Joïada se décida, rassembla de nombreux officiers autour de lui dans le Temple, leur présenta Joas et le mit sous leur protection. Puis Joas fut proclamé roi et oint par Joïada, devant le peuple, dans le Temple. Athalie, surprise, ne put que crier à la trahison avant que Joïada n'ordonne qu'on la fît sortir du Temple et qu'on l'exécutât dans le palais royal.

## Sources
La seule source explicite dont on dispose concernant Athalie est la Bible. Sa vie avant son règne est évoquée en 2 Rois 8,18 et en 2 Rois 8,26–27, ainsi qu'en 2 Chroniques 21,6 et en 2 Chroniques 22,2–5. Son règne est raconté en 2 Rois 11 ainsi qu'en 2 Chroniques 22,10–23,21. Athalie y est aussi mentionnée en 2 Chroniques 24,7.
Contrairement aux rois légitimes de Juda et d'Israël qui ont dans les Livres des Rois une notice de présentation et une de conclusion qui enserrent le récit du règne, Athalie est la seule à ne pas avoir ces deux notices lors du récit de son règne. N'étant pas légitime, elle n'est pas traitée comme une reine.

## Généalogie et chronologie

### Généalogie
Selon les passages de la Bible, on trouve deux généalogies différentes concernant Athalie :
La tradition, se basant sur 2 Rois 8,18 et son parallèle, 2 Chroniques 21,6, voit en elle la fille d'Achab et de son épouse Jézabel (et donc la sœur d'Ochozias et de Joram, rois d'Israël), ce qui est compatible avec la plupart des commentaires bibliques. Cependant, le verset 2 Rois 8,26 et son parallèle, 2 Chroniques 22,2, ajoutés à des considérations d'ordres chronologique et exégétique, ont amené des spécialistes à soutenir qu'elle était fille d'Omri, et donc une sœur d’Achab et une tante d'Ochozias et de Joram .
En 2 Rois 8,26 et dans le verset parallèle (2 Chroniques 22,2), on lit que Joram épousa une « fille d'Omri », Omri étant le père d'Achab. Or la traduction en hébreu du mot « fille » (בַּת / bath) peut signifier « fille », « petite-fille », ou tout autre descendant féminin, de même que בֶן (ben) peut signifier « fils », « petit-fils », ou tout autre descendant masculin. C'est pourquoi certaines versions modernes traduisent d'ailleurs qu'Athalie était une « petite-fille d'Omri ».
Selon ces versets, Joram, roi de Juda, agit mal « car il avait pour femme une fille d'Achab ». Cependant, la version syriaque de 2 Chroniques 21,6 remplace « fille d'Achab » par « sœur d'Achab ». Mais ce dernier argument ne suffit pas à empêcher qu'en 2 Rois 8,26 et en 2 Chroniques 22,2, on traduise quand même « bath Omri » par « petite-fille d'Omri », ce qui a le mérite de rendre compatibles les différents versets concernant l'ascendance d'Athalie.

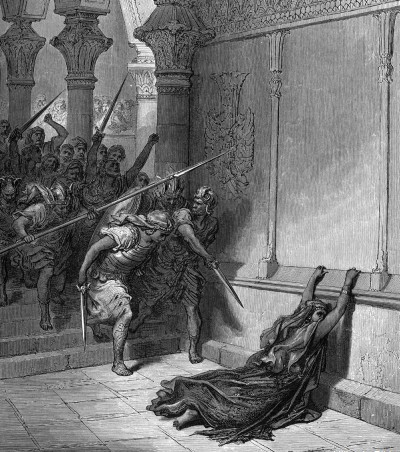
Gustave Doré, La mort d'Athalie.

Les considérations chronologiques avancées par les spécialistes partisans de la thèse selon laquelle Athalie est sœur d'Achab, concernent la détermination de la date la plus ancienne à laquelle Athalie a pu naître, et ce dans le but de montrer que cette date est trop tardive pour qu'Athalie ait pu être une fille d'Achab, mais adéquate pour qu'elle ait pu être sa sœur. Cela amène à une autre question : qui était la mère d'Athalie ? Il est souvent admis qu'il s'agissait de la fameuse Jézabel, la seule épouse d'Achab mentionnée dans les Écritures. Mais Athalie peut avoir été la fille d'une autre épouse d'Achab, bien qu'on n’en ait aucune trace scripturaire.
Si on admet que sa mère était Jézabel, déterminer la date limite du mariage d'Achab et Jézabel permet de déterminer la date la plus ancienne à laquelle Athalie a pu naître. On se base ici sur le caractère manifestement politique du mariage entre Achab et Jézabel, ce dernier n'ayant pu avoir lieu qu'une fois qu'Omri contrôla suffisamment son royaume, et qu'Ithobaal, le père de Jézabel, contrôla suffisamment Tyr et Sidon. Omri et Ithobaal étaient deux usurpateurs, aucun des deux n'étant membre d'une quelconque famille royale avant que de monter sur un trône : il semble donc peu probable qu'avant qu'ils ne deviennent rois, un général israélite aille trouver un prêtre d'Astarté dans le royaume de Tyr et de Sidon pour chercher une épouse pour son jeune fils Achab.
Omri devint le seul maître du royaume d'Israël après la mort de son rival Tibni en -880. Selon la chronologie des rois de Tyr de Frank M. Cross, calculée d'après les rapports de Ménandre d'Éphèse, Ithobaal tua Phelles et devint roi de Tyr en -878, soit deux ans après qu'Omri soit devenu roi incontesté d'Israël. Ce serait donc au plus tôt en -878, que ces deux rois auraient été en situation de discuter d'une alliance matrimoniale entre Achab, fils d'Omri, et Jézabel, fille d'Ithobaal. Si le mariage a eu lieu dans la première année du règne d'Ithobaal, et en supposant qu'Athalie a été leur premier enfant et qu'elle est née dans l'année qui suivit, elle serait née au plus tôt en -877, et aurait eu 36 ans en -841, lorsque son fils Ochozias monta sur le trône, étant âgé, pour sa part, de 22 ans. Athalie aurait donc eu seulement 14 ans à la naissance de son fils, selon un scénario plaçant la naissance d'Athalie aussi tôt que possible. Des spécialistes ont utilisé ces calculs chronologiques pour affirmer qu'Athalie ne pouvait avoir été fille d'Achab, mais qu'elle pouvait avoir été sa sœur.
Une faiblesse de l'argument précédent est qu'il admet qu'Athalie était fille d'Achab par sa femme Jézabel. La mère d'Athalie n'est nommée nulle part dans la Bible, et si Athalie était née d'une autre femme - par ailleurs inconnue - d'Achab, plusieurs années avant qu'il n'épouse Jézabel, l'argument chronologique ne tient plus.
Mais les livres des Rois et des Chroniques donnent bien plus d'importance à Achab qu'à Omri. Il n'est donc pas anodin que dans ces versets, ce ne soit pas la relation d'Athalie à Achab qui soit soulignée, mais bien sa relation à Omri, ce qui se comprend si Omri est son père. On note, à l'appui de cet argument, que les versets qui suivent immédiatement ceux qui mentionnent Omri, concernent encore Achab. 

W. Thiel reprend, entre autres, cet argument : 

« Une branche de la tradition née de la Septante, le texte lucianique, par une tentative manifeste d’harmonisation, a éliminé la contradiction en lisant aussi « Achab » en 2 Rois 8,26. Cette tradition est reprise par Flavius Josèphe, qui désigne toujours Athalie/Gotholie comme « fille d’Achab ».
Ce problème a provoqué un long débat. On a souvent essayé de polir cette divergence, en interprétant le mot « fille » en 2 Rois 8,26 par « petite-fille ». Mais c’est presque aussi impossible que de comprendre la mention « fille d’Omri » comme « membre de la famille d’Omri » au sens large. Dans l’Ancien Testament, il est souvent question, en effet, de la « maison d’Achab », mais jamais de la « maison d’Omri ». Ainsi faut-il comprendre au sens propre le terme « fille d’Omri » en VIII,26.
Les meilleurs et les plus nombreux des arguments amènent à penser qu’Athalie était une fille d’Omri et une sœur d’Achab. Les données chronologiques ne sont que difficilement compatibles avec une paternité d’Achab. Par ailleurs, la valeur traditionnelle des deux textes est différente : il s’agit, en 2 Rois 8,26, de données basées sur les annales royales de Juda, et, en VIII,18, d’une évaluation théologique de la part du rédacteur deutéronomique. La tradition la plus ancienne atteste donc qu’Athalie était une fille d’Omri. Finalement, la mention « fille d’Achab » en VIII,18 s’explique par son origine postérieure… « fille d’Achab » signifie manifestement « membre de la maison d’Achab » mentionnée juste avant, dans le même verset. La « maison d’Achab », dans le même temps, était déjà devenue une désignation standard de l’ensemble de la dynastie omride. (…) Athalie n’était donc pas la fille d’Achab, mais bien la fille d’Omri et la sœur d’Achab. »

— Winfried Thiel, Athaliah - Anchor Bible Dictionary
On peut aussi imaginer, même si c’est plus improbable, que cette fille d'Achab que mentionnent 2 Rois 8,18 et 2 Chroniques 21,6 soit une autre personne qu'Athalie. Le roi Joram avait en effet plusieurs femmes, selon 2 Chroniques 21,17.

### Chronologie
Comme de nombreuses dates concernant les personnages bibliques de cette époque, celles-ci sont approximatives, et peuvent faire l'objet de débats entre exégètes.
William Foxwell Albright a daté son règne de -842 à -837, alors qu'elle aurait régné de -841 à -835 selon Edwin R. Thiele, ou de -842 à -835 selon Galil. Quelle que soit la datation, le règne d'Athalie sur le royaume de Juda fut une seule exception historique. Hormis ces années présentées, ce royaume était toujours régné par la maison de David, ce qui était considéré par les Israelites comme promis de Dieu. Tous les rois étaient ses descendants.

## Postérité
- En 1691 Jean Racine lui consacra la tragédie Athalie
- En 1733 Georg Friedrich Haendel lui consacra l'oratorio anglais Athalia, dont le livret provient de la tragédie racinienne.
- Dans le roman Madame Bovary, écrit par Gustave Flaubert, et publié en 1857, l'une des filles du pharmacien Homais se nomme Athalie.
- Athalie figure parmi les 1 038 femmes référencées dans l'œuvre d’art contemporain The Dinner Party (1979) de Judy Chicago. Son nom y est associé à Judith[22],[23]